# (5446) Heyler
(5446) Heyler (1991 PB13) – planetoida z pasa głównego asteroid okrążająca Słońce w ciągu 5,79 lat w średniej odległości 3,22 j.a. Odkryta 5 sierpnia 1991 roku.